# Harcourt (Francja)
Harcourt – miejscowość i gmina we Francji, w regionie Normandia, w departamencie Eure.
Według danych na rok 1990 gminę zamieszkiwało 957 osób, a gęstość zaludnienia wynosiła 63 osoby/km² (wśród 1421 gmin Górnej Normandii Harcourt plasuje się na 253. miejscu pod względem liczby ludności, natomiast pod względem powierzchni na miejscu 133).